# Pierre Sokolsky
Pierre Sokolsky (* 15. Januar 1946 in Paris) ist ein französisch-US-amerikanischer Astrophysiker.
Sokolsky studierte an der University of Chicago mit dem Bachelor-Abschluss 1967 und erhielt 1969 seinen Master-Abschluss an der University of Illinois, an der er 1973 promoviert wurde.
Sokolsky ist seit 1981 Professor an der University of Utah mit einer vollen Professur seit 1988 und seit 2011 als Distinguished Professor of Physics and Astronomy. Von 2003 bis 2007 war er Vorstand der Physikfakultät und von 2007 bis 2014 Dekan des College of Sciences. Er baute auch die Astronomie-Ausbildung an der University of Utah mit auf.
Er ist Experte für  ultrahochenergetische kosmische Strahlung. Er war am Fly's Eye Experiment in Utah beteiligt, das die atmosphärische Fluoreszenz-Technik zur Beobachtung hochenergetischer kosmischer Strahlung entwickelte. Seit 2002 ist er Ko-Sprecher des 2007 fertiggestellten japanisch-US-amerikanische Telescope Array Project in Millard County in Utah, das hochenergetische Höhenstrahlung mit einer Kombination über 500 Szintillations-Teilchendetektoren und drei Fluoreszenzdetektoren nachweist.
Er schlug die Verwendung großer Salzkörper für den Nachweis extraterrestrischer Neutrinos vor (SalSa).
1977 war Sokolsky Sloan Research Fellow, 2002 war er Guggenheim Fellow. 2006 erhielt er die Medaille für Wissenschaft und Technologie des Gouverneurs von Utah. 1999 erhielt er den Distinguished Research Award der University of Utah und 2006 die Governor’s Medal for Science and Technology des Bundesstaats Utah. Seit 2002 ist er Fellow der American Physical Society.
2008 erhielt er mit George Cassiday den Panofsky-Preis.

## Schriften
- Introduction to ultrahigh energy cosmic ray physics. Westview Press, 2004, ISBN 0-8133-4212-0 (zuerst Addison-Wesley 1989).
- B. R. Dawson, M. Fukushima, P. Sokolsky: Past, Present and Future of UHECR Observations. In: Progress of Experimental and Theoretical Physics. Band 2017, Nr. 12, 2017, S. 12A101, doi:10.1093/ptep/ptx054, arxiv:1703.07897.